# Capela de Nossa Senhora da Penha de França (Esmoriz)

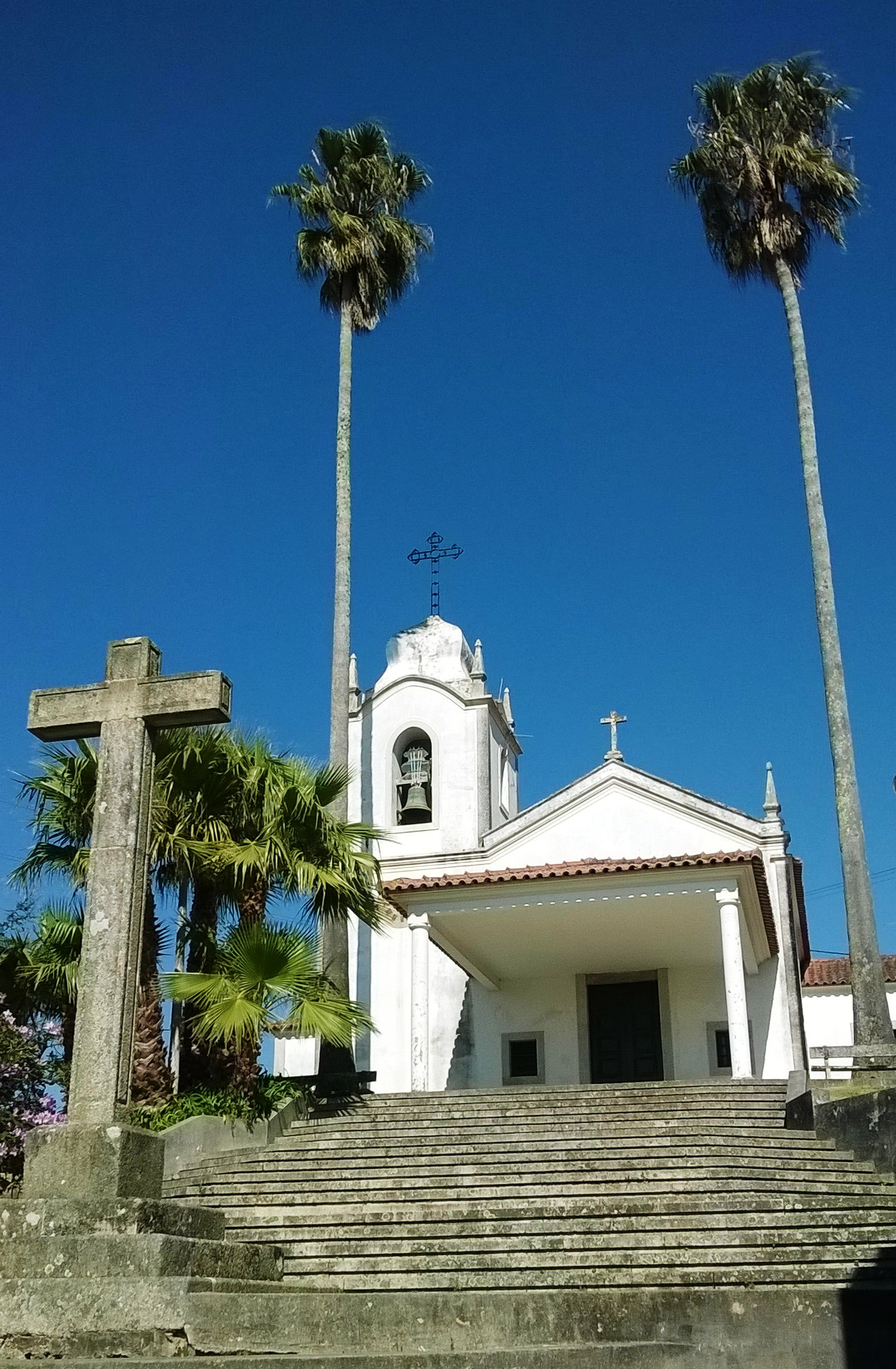
Capela de N. Sra. da Penha de França, Esmoriz.

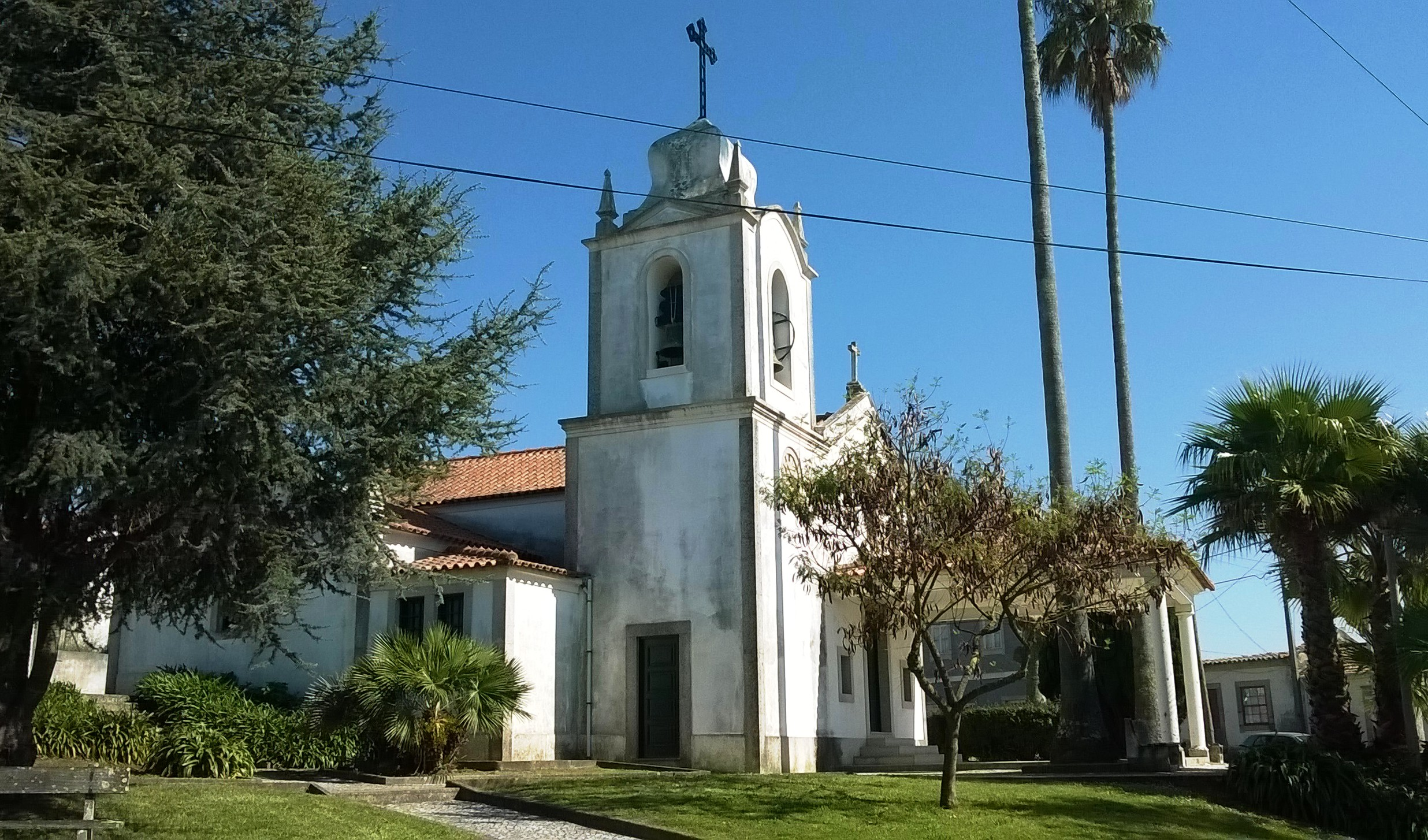
Capela de N. Sra. da Penha de França, Esmorizː aspecto da torre sineira.

A Capela de Nossa Senhora da Penha de França, ou Capela de Nossa Senhora da Penha, localiza-se na cidade de Esmoriz, Município de Ovar, no Distrito de Aveiro, em Portugal.

## História
Remonta a uma primitiva ermida sob a mesma invocação no local, erguida em data desconhecida mas de que há notícia em 1623, e que viria a ser demolida no século XVIII.
Ainda no mesmo século foi erguida uma nova capela, orçada em trezentos e cinquenta e cinco mil réis. Em 1751 foi-lhe acrescentado um coro, com o custo de vinte e quatro mil, cento e trinta réis.
Em 1854 planeou-se a construção da sua torre sineira e, ao final do século, executou-se o douramento da talha do seu altar e instalaram-se novos sinos.
Novas campanhas construtivas tiveram lugar no século XX, em 1923 e em 1962, que lhe conferiram a atual configuração.